# Scottish Challenge Cup 2016-2017
La Scottish Challenge Cup 2016-2017 (denominata IRN-BRU Cup per motivi di sponsorizzazione) è stata la 26ª stagione della competizione. Il torneo ha assunto un formato diverso rispetto alle stagioni precedenti con un totale di 54 squadre partecipanti. È stata la prima stagione con due squadre dell'Irlanda del Nord e del Galles partecipano alla competizione insieme ai 30 membri dello Scottish Championship 2016-2017, della Scottish League One 2016-2017 e della Scottish League Two 2016-2017. Inoltre al torneo partecipano anche quattro squadre della Highland Football League, della Lowland Football League e infine le squadre giovanili dei partecipanti della Scottish Premiership 2016-2017.

## Calendario
| Turno            | Sorteggio        | Date                | Partite | Eliminazioni | Squadre che entrano in questo turno |
| ---------------- | ---------------- | ------------------- | ------- | ------------ | --- |
| Primo turno      | 23 giugno 2016   | 2-3 agosto 2016     | 14      | 54 → 40      | 12 club Under-20 della Scottish Premiership 2016-2017 8 club della Scottish League Two 2015-2016 (dal 3º al 10º posto) 4 club della Highland Football League 2015-2016 4 club della Lowland Football League 2015-2016 |
| Secondo turno    | 4 agosto 2016    | 16-17 agosto 2016   | 12      | 40 → 28      | 2 club della Scottish League Two 2015-2016 (1º e 2º posto) 8 club della Scottish League One 2015-2016 (dal 3º al 10º posto)                                                                                           |
| Terzo turno      | 18 agosto 2016   | 3-4 settembre 2016  | 12      | 28 → 16      | 2 club della Scottish League One 2015-2016 (1º e 2º posto) 9 club della Scottish Championship 2015-2016 (dal 2º al 10º posto) Dundee Utd                                                                              |
| Quarto turno     | 6 settembre 2016 | 7-8 ottobre 2016    | 8       | 16 → 8       | 2 club della NIFL Premiership 2015-2016 2 club della Welsh Premier League 2015-2016 |
| Quarti di finale | 10 ottobre 2016  | 12-13 novembre 2016 | 4       | 8 → 4        | |
| Semifinali       | 14 novembre 2016 | 18-19 febbraio 2017 | 2       | 4 → 2        | |
| Finale           |                  | 25 marzo 2017       | 1       | 2 → 1        | |

## Risultati
Le squadre Under-20 sono segnate in corsivo

### Primo turno
Nord
| Squadra 1          | Risultato      | Squadra 2     |
| ------------------ | -------------- | ------------- |
| 2 agosto 2016      |                |               |
| Ross County        | 2 - 3 (d.t.s.) | Brora Rangers |
| Inverness          | 0 - 3          | Arbroath      |
| East Stirlingshire | 0 - 3          | Montrose      |
| Stirling Albion    | 2 - 3          | Hearts        |
| St. Johnstone      | 1 - 2          | Turriff Utd   |
| Formartine Utd     | 2 - 5          | Aberdeen      |
| Cove Rangers       | 2 - 1          | Dundee        |

Sud
| Squadra 1         | Risultato | Squadra 2           |
| ----------------- | --------- | ------------------- |
| 2 agosto 2016     |           |                     |
| Clyde             | 0 - 5     | Partick Thistle     |
| Celtic            | 5 - 1     | Annan Athletic      |
| Berwick Rangers   | 0 - 3     | Spartans            |
| Motherwell        | 2 - 1     | Edinburgh           |
| Queen's Park      | 5 - 2     | Kilmarnock          |
| 3 agosto 2016     |           |                     |
| Cumbernauld Colts | 0 - 3     | Hamilton Academical |
| 10 agosto 2016    |           |                     |
| Rangers           | 4 - 0     | Stirling University |

### Secondo turno
Nord
| Squadra 1      | Risultato      | Squadra 2       |
| -------------- | -------------- | --------------- |
| 16 agosto 2016 |                |                 |
| Aberdeen       | 1 - 3          | Forfar Athletic |
| Brechin City   | 4 - 1          | Cove Rangers    |
| Elgin City     | 2 - 0          | Hearts          |
| Peterhead      | 3 - 2          | Brora Rangers   |
| 17 agosto 2016 |                |                 |
| Turriff Utd    | 1 - 0          | Montrose        |
| Arbroath       | 2 - 3 (d.t.s.) | East Fife       |

Sud
| Squadra 1       | Risultato                   | Squadra 2           |
| --------------- | --------------------------- | ------------------- |
| 16 agosto 2016  |                             |                     |
| Partick Thistle | 1 - 1 (d.t.s.) (5-6 d.c.r.) | Queen's Park        |
| Stranraer       | 7 - 1                       | Spartans            |
| Albion Rovers   | 2 - 0                       | Hamilton Academical |
| Motherwell      | 1 - 2                       | Airdrie Utd         |
| Cowdenbeath     | 1 - 2                       | Celtic              |
| 17 agosto 2016  |                             |                     |
| Rangers         | 1 - 3                       | Stenhousemuir       |

### Terzo turno
Nord
| Squadra 1        | Risultato      | Squadra 2    |
| ---------------- | -------------- | ------------ |
| 3 settembre 2016 |                |              |
| Alloa Athletic   | 3 - 0          | East Fife    |
| Brechin City     | 1 - 5          | Dunfermline  |
| Dundee Utd       | 3 - 2 (d.t.s.) | Peterhead    |
| Falkirk          | 6 - 1          | Elgin City   |
| Forfar Athletic  | 3 - 2          | Raith Rovers |
| 4 settembre 2016 |                |              |
| Turriff Utd      | 0 - 3          | Hibernian    |

Sud
| Squadra 1          | Risultato      | Squadra 2       |
| ------------------ | -------------- | --------------- |
| 3 settembre 2016   |                |                 |
| Albion Rovers      | 3 - 4 (d.t.s.) | St. Mirren      |
| Queen of the South | 7 - 1          | Stenhousemuir   |
| Queen's Park       | 2 - 0          | Greenock Morton |
| Stranraer          | 1 - 0          | Dumbarton       |
| Livingston         | 5 - 1          | Celtic          |
| 4 settembre 2016   |                |                 |
| Ayr Utd            | 3 - 2 (d.t.s.) | Airdrie Utd     |

### Quarto turno
| Squadra 1          | Risultato      | Squadra 2      |
| ------------------ | -------------- | -------------- |
| 7 ottobre 2016     |                |                |
| Crusaders          | 2 - 1          | Livingston     |
| Ayr Utd            | 1 - 0 (d.t.s.) | Falkirk        |
| 8 ottobre 2016     |                |                |
| Bala Town          | 2 - 4          | Alloa Athletic |
| Stranraer          | 0 - 1          | Dundee Utd     |
| Forfar Athletic    | 1 - 3          | The New Saints |
| Hibernian          | 1 - 2          | St. Mirren     |
| Dunfermline        | 2 - 1          | Queen's Park   |
| 9 ottobre 2016     |                |                |
| Queen of the South | 2 - 0 (d.t.s.) | Linfield       |

#### Replay
| Squadra 1       | Risultato | Squadra 2  |
| --------------- | --------- | ---------- |
| 1 novembre 2016 |           |            |
| Crusaders       | 0 - 3     | Livingston |

### Quarti di finale
| Squadra 1          | Risultato | Squadra 2      |
| ------------------ | --------- | -------------- |
| 12 novembre 2016   |           |                |
| Dunfermline        | 0 - 1     | Dundee Utd     |
| Queen of the South | 2 - 0     | Alloa Athletic |
| 13 novembre 2016   |           |                |
| St. Mirren         | 2 - 1     | Ayr Utd        |
| Livingston         | 0 - 3     | The New Saints |

### Semifinali
| Squadra 1          | Risultato | Squadra 2      |
| ------------------ | --------- | -------------- |
| 18 febbraio 2017   |           |                |
| Queen of the South | 2 - 3     | Dundee Utd     |
| 19 febbraio 2017   |           |                |
| St. Mirren         | 4 - 1     | The New Saints |

### Finale
| Arbitro: | Nick Walsh |

|                          |           |         |
| Andreu 37’ Mikkelsen 75’ | Marcatori | 38’ Loy |